# Уайт-Пайн (тауншип, Миннесота)
Уайт-Пайн (англ. White Pine) — тауншип в округе Эйткин, Миннесота, США. На 2000 год его население составило 34 человека.

## География
По данным Бюро переписи населения США площадь тауншипа составляет 94,9 км², из которых 94,8 км² занимает суша, а 0,1 км² — вода (0,08 %).

## Демография
По данным переписи населения 2000 года здесь находились 34 человека, 18 домохозяйств и 10 семей. Плотность населения —  0,4 чел./км². На территории тауншипа расположено 25 построек со средней плотностью 0,3 построек на один квадратный километр. Расовый состав населения: 97,06 % белых и 2,94 % приходится на две или более других рас.
Из 18 домохозяйств в 11,1 % воспитывались дети до 18 лет, в 55,6 % проживали супружеские пары и в 38,9 % домохозяйств проживали несемейные люди. 33,3 % домохозяйств состояли из одного человека, при том 22,2 % из — одиноких пожилых людей старше 65 лет. Средний размер домохозяйства — 1,89, а семьи — 2,36 человека.
8,8 % населения — младше 18 лет, 2,9 % — в возрасте от 18 до 24 лет, 20,6 % — от 25 до 44, 23,5 % — от 45 до 64, и 44,1 % — старше 65 лет. Средний возраст — 62 года. На каждые 100 женщин приходилось 112,5 мужчин. На каждые 100 женщин старше 18 приходилось 121,4 мужчин.
Средний годовой доход домохозяйства составлял 17 500 долларов, а средний годовой доход семьи —  30 625 долларов. Средний доход мужчин —  13 750  долларов, в то время как у женщин — 31 250. Доход на душу населения составил 16 163 доллара. За чертой бедности не находилась ни одна семья и 8,3 % всего населения тауншипа.